# Wanderhändler
Der Begriff Wanderhändler ist ein Oberbegriff für mobile Höker, also Händler ohne Ladengeschäft.
Für Wanderhändler auf Märkten gibt es auch die Bezeichnungen Markthändler, Marktbeschicker, Marktfahrer oder Fierant (von italienisch: fiera = Jahrmarkt).
Als Wanderhändler werden und wurden bezeichnet
- Hausierer
- Händler im Reisegewerbe, insoweit sie nicht dem Handwerk zuzurechnen sind
- zahlreiche (meist historische) Krämer- und Trödlerberufe des Fahrenden Volkes
  - Kräuter-, Wurzel- und Pulverhändler; siehe Volksmedizin[1]
  - Kurzwarenhändler (Bandkrämer, Trödeljuden; siehe Der Trödeljude)
  - Lumpenhändler, siehe Lumpensammler
  - Ölhändler, siehe Lampenölhändler
  - Vogelhändler; siehe auch die Operette Der Vogelhändler
  - Wanderbuchhändler; siehe Kolporteur

Im Zuge der Industrialisierung wurden viele Produkte flächendeckend hergestellt, die vorher vorwiegend in bestimmten Regionen hergestellt wurden. Deshalb und durch das Aufkommen der Eisenbahn und anderer Verkehrsmittel nahm die Bedeutung des Wanderhandels ab.
Für den Wanderhandel eigneten sich naturgemäß Waren, die einen hohen Preis pro Kilogramm erzielen konnten und die transportabel waren, z. B. Brüsseler Spitzen, Uhren oder Sensen. Manchmal hatten die Händler Prospekte oder Warenmuster dabei. Wenn jemand etwas bestellte, wurde er bei der nächsten Reise des Wanderhändlers beliefert.

## Beispiele
- Sauerländer Wanderhändler hatten vom 16. bis 19. Jahrhundert eine gewisse Bedeutung. Am Anfang stand der Handel mit groben Holz-, Eisen- und Stahlwaren aus der engeren Region. Seit dem 18. Jahrhundert kam der Vertrieb von Holzwaren aus Wittgenstein und hochwertigen Eisen- und Stahlwaren aus der Grafschaft Mark und dem Bergischen Land hinzu. Im Sensenhandel hatten die Sauerländer Wanderhändler zeitweise fast eine Monopolstellung.

- In Willingen (Upland) im Hochsauerland wurden Kleineisenwaren wie Nägel und Säbel hergestellt. Diese wurden im Wanderhandel bis hin nach Holland, Österreich und Polen verkauft. Später kam auch Leinen hinzu.

- Die Geschichte des Unternehmens Sinn (heute SinnLeffers) begann mit einem Wanderhandel, den Johannes und Friedrich Sinn im frühen 19. Jahrhundert betreiben. 1850 unternahm Sinn erste Versuche im stationären Einzelhandel: 1850 wurde in Köln eine kleine „Kurzwarenhandlung en detail Gebr. Sinn“ eröffnet.

- Da das Fersental bei Trento nur ein geringes Auskommen ermöglichte, betrieben vor allem die Männer mindestens seit der ersten Hälfte des 17. Jahrhunderts bis ins 20. Jahrhundert Wanderhandel. Die sogenannten Krämer („Krumern“) übten ihren Beruf im gesamten Gebiet der damaligen habsburgischen bzw. österreichisch-ungarischen Monarchie aus.

- Im 17. Jahrhundert lebten in Haigerloch jüdische und christliche Bewohner friedlich nebeneinander. Da den Juden sowohl der Zugang zu den Zünften als auch der Grunderwerb untersagt war, blieb den Juden ausschließlich der Handel als Erwerbsmöglichkeit.  Eines Tages kam die Forderung auf, den Judenschutz aufzuheben und die jüdische Bevölkerung aus Haigerloch zu vertreiben. Dagegen protestierten die umliegenden Dörfer, weil sie vom Wanderhandel der Juden profitierten: sie wurden durch die Juden versorgt und konnten bei diesen auch in Naturalien wie Lebensmittel, Rohstoffe oder Gebrauchsgegenstände bezahlen (Tauschhandel).

## Sonstiges
- Je entlegener die Dörfer und Gehöfte waren, die von Wanderhändlern aufgesucht wurden, desto bedeutender waren diese vor dem Aufkommen von Zeitungen und Rundfunk als Weiterverbreiter von Nachrichten und Gerüchten, die sonst allenfalls bei den Abkündigungen nach den Gottesdiensten zur Sprache kamen.

- Messerkerl nennt man ein Steinkreuz im nordrhein-westfälischen Kreis Lippe. Hier kreuzten sich früher zwei Handelswege. Es erinnert an einen 1752 ermordeten Wanderhändler.

- Auch Uhren, z. B. Kuckucksuhren aus dem Schwarzwald, wurden im Wanderhandel verkauft.[3]